# Rosocha-Kolonia (powiat koniński)
Rosocha-Kolonia – wieś w Polsce, położona w województwie wielkopolskim, w powiecie konińskim, w gminie Golina.
W latach 1975–1998 miejscowość administracyjnie należała do województwa konińskiego.